# Horní Věstonice

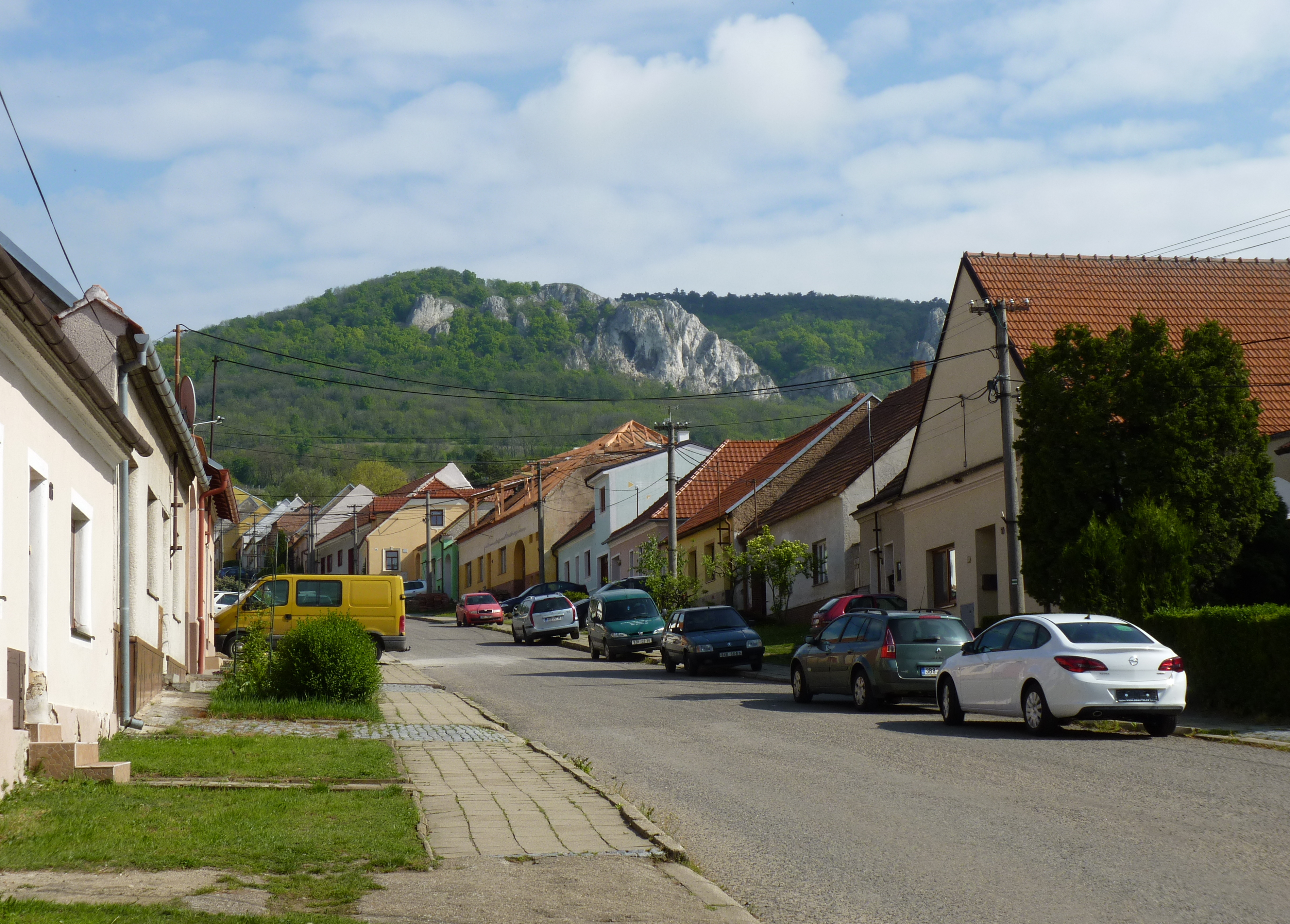
Blick auf eine der Hauptstraßen; im Hintergrund Pálava

Horní Věstonice (deutsch Ober Wisternitz) ist eine Gemeinde im Jihomoravský kraj (Südmähren), Okres Břeclav (Bezirk Lundenburg) in Tschechien.

## Geografie
Horní Věstonice liegt westlich des Děvín (Maidenberg, 549 m) am Fuße der Pollauer Berge und grenzt im Norden an Dolní Věstonice (Unter Wisternitz), im Süden an Perná (Bergen), im Osten an Pavlov (Pollau) und im Westen an Dolní Dunajovice (Unter Tannowitz), sowie im Nordwesten an Mušov (Muschau). Der Ort ist als Breitstraßendorf angelegt.

## Geschichte
Im 11. bis 13. Jahrhundert. kam es zu einer großen Siedlungsbewegung von West nach Ost. Mähren wurde von 1031 bis 1305 von der Dynastie der Přemysliden regiert. Um größere Gebiete landwirtschaftlich zu nutzen und damit höhere Erträge zu erzielen, bewarben sie die Kolonisten mit Privilegien wie zehn Jahre Steuerfreiheit (deutsches Siedlerrecht). Bis zum Jahre 1150 wurde das Gebiet um Mikulov (Nikolsburg) und Znojmo (Znaim) von deutschen Einwanderern aus Niederösterreich, also auch Horní Věstonice (Ober Wisternitz), besiedelt. Die Anlage des Dorfes sowie die ui-Mundart bekunden, dass sie ursprünglich aus den bairischen Gebieten der Bistümer Regensburg und Passau stammten. Sie brachten neue landwirtschaftliche Geräte mit und führten die ertragreiche Dreifelderwirtschaft ein.
1312 erfolgte die erste urkundliche Erwähnung bei der Belehnung der Familie Liechtenstein mit der Maidenburg samt den beiden Wisternitz (Ober- und Unterwisternitz) durch König Johann. Anschließend gehörten die Orte zur Herrschaft Nikolsburg. Aus dem damaligen „Neu-Wisternitz“ wurde später „Obern-Wistanicz“, während sich für das ursprüngliche Wisternitz die Namensform „Nieder-Wisternitz“ durchsetzte. Das Dorf wird ebenso im Liechtensteinischen Urbar im Jahre 1414 genannt. Im 15. Jahrhundert bestand eine Pfarre. 1586 erhielt Ober-Wisternitz eine Bergrechtsordnung, deren Grundlage die bereits vorhandene alte Weinbauregelung bildet. In dieser Zeit siedelten sich einige reformatorische Täufer im Ort an. Diese wurden während des Dreißigjährigen Krieges im Jahre 1622 des Landes verwiesen. Die meisten Täufer zogen nach Siebenbürgen weiter.
1663 plünderten die Türken im Türkenkrieg von 1663/1664 den Ort. Von 1671 bis 1680 tötete die Pest 250 Menschen im Dorf. In einem 1752 angelegten Bergbuch sind auch alle Weingarten-Besitzer vermerkt. Während der Revolutionskriege kam es in den Jahren 1805 und 1809 zu Plünderungen durch französische Truppen. Der Grundherr errichtete 1812 ein Schulhaus. 1855 starben 80 Menschen an der Cholera. Am Dreifaltigkeitstag 1882 brach während der Messe ein Brand aus, der das halbe Dorf einäscherte. 1886 wurde ein neues Schulhaus erbaut. Zur Finanzierung verkaufte die Gemeinde Die Klause, das Tal zwischen Maiden- und Kesselberg. Eine Freiwillige Feuerwehr wurde im Jahre 1885 gegründet. Acker-, Obst- und Weinbau bildeten den Haupterwerb der Bewohner. Ebenso gab es neben dem üblichen Kleingewerbe eine Knopfmacherei, drei Steinbrüche und eine Haarnetzerei.
Matriken werden seit 1579 geführt. Onlinesuche über das Landesarchiv Brünn. Grundbuchaufzeichnungen werden seit 1779 geführt.
Nach dem Ersten Weltkrieg kam der zuvor zu Österreich-Ungarn gehörende Ort, der 1910 ausschließlich von Deutschmährern bewohnt wurde, durch den Vertrag von Saint-Germain zur Tschechoslowakei. Während der Zwischenkriegszeit führten die hohe Arbeitslosigkeit unter der deutschen Bevölkerung, Maßnahmen wie die Bodenreform, das Sprachengesetz (1920) und die Sprachenverordnung (1926), aber auch die Neuansiedlungen sowie Neubesetzungen von Beamtenposten durch Personen tschechischer Nationalität zu vermehrten Spannungen innerhalb der Volksgruppen. Durch das Münchner Abkommen wurde Ober Wisternitz mit 1. Oktober 1938 ein Teil des deutschen Reichsgaus Niederdonau. In dieser Zeit wurden 1921 das Kriegerdenkmal, 1925 die Wasserleitung, 1929 die Elektrifizierung und 1935 der Gemeindesaal mit Bühne geschaffen.
Vor dem Ende des Zweiten Weltkrieges kamen Flüchtlinge aus Siebenbürgen und dem Banat nach Ober-Wisternitz. Am 23. April 1945 besetzten sowjetische Soldaten den Ort. Zeitweise waren 8.000 russische Soldaten im Ort, dabei kam es zu vielen Übergriffen gegen die Zivilbevölkerung. Nach dem Ende des Zweiten Weltkrieges, dem 55 Ober-Wisternitzer zum Opfer fielen, kam die Gemeinde am 8. Mai 1945 wieder zur Tschechoslowakei zurück. Vor den einsetzenden Exzessen flohen viele Deutschsüdmährer über die nahe Grenze nach Österreich. Am 12. Oktober 1945 wurde ein Teil der deutschen Bürger auf den Gutshof bei Groß-Meseritsch gebracht und der andere Teil über Nikolsburg nach Österreich vertrieben. Es kam zu 22 Toten bei der deutschen Zivilbevölkerung. Die restlichen deutschen Bürger von Ober-Wisternitz wurden zwischen dem 15. März und dem 17. September 1946 offiziell nach Deutschland zwangsausgesiedelt. 15 Personen verblieben im Ort.
Nach den ursprünglichen Überführungs-Zielen des Potsdamer Kommuniqués mussten alle Volksdeutschen aus Österreich nach Deutschland weiter transferiert werden. Trotzdem konnten 236 Personen aus Unter-Wisternitz in Österreich verbleiben. Je zwei Personen sind nach England und in die USA ausgewandert.

## Wappen und Siegel
Das Ortssiegel ist seit 1583 bekannt. Das Siegel zeigt ein Renaissanceschild, umgeben von einem Schriftband, mit einem Weinstock. Ein Originalabdruck liegt nicht vor, die Gesamtgestaltung dürfte ähnlich wie die Siegel von Klentnitz und Pollau gewesen sein. Das bekannteste Siegel stammt aus dem Jahre 1779 und zeigt einen Weinstock mit drei Trauben.
| Volkszählung                                                                  | Häuser | Einwohner insgesamt | Volkszugehörigkeit der Einwohner | Volkszugehörigkeit der Einwohner | Volkszugehörigkeit der Einwohner |
| Jahr                                                                          | Häuser | Einwohner insgesamt | Deutsche                         | Tschechen                        | andere                           |
| 1793                                                                          | 114    | 630                 |                                  |                                  |                                  |
| 1836                                                                          | 129    | 725                 |                                  |                                  |                                  |
| 1869                                                                          | 151    | 755                 |                                  |                                  |                                  |
| 1880                                                                          | 155    | 782                 | 782                              | 0                                | 0                                |
| 1890                                                                          | 165    | 834                 | 834                              | 0                                | 0                                |
| 1900                                                                          | 168    | 782                 | 781                              | 0                                | 1                                |
| 1910                                                                          | 181    | 770                 | 770                              | 0                                | 0                                |
| 1921                                                                          | 184    | 734                 | 703                              | 18                               | 13                               |
| 1930                                                                          | 194    | 738                 | 717                              | 5                                | 16                               |
| 1939                                                                          |        | 709                 |                                  |                                  |                                  |
| Quelle: 1793, 1836, 1850 aus: Südmähren von A–Z. Frodl, Blaschka              |        |                     |                                  |                                  |                                  |
| Sonstige: Historický místopis Moravy a Slezska v letech 1848–1960. sv.9. 1984 |        |                     |                                  |                                  |                                  |

## Sehenswürdigkeiten
- Zum Dank für die glücklich überstandene Pest wurde 1680 eine kleine Kapelle zu Ehren der hl. Rosalia erbaut.
- Die Ortskirche wurde 1769 von Maurermeister Rabl aus Znaim erbaut und der Plan dazu dürfte von Bartholomäus Zinner stammen. Sie ist der Pestheiligen Rosalia geweiht. Sie wurde 1853 renoviert.
- Zwei Statuen, Rochus und Sebastian wurden aus der Kapelle in die neue Kirche übertragen.
- Des Weiteren stehen im Ort das Marterl „Schwedenkreuz“ beim Teich, 5 Eisenkreuze, ein Marterl (1866), und das „Preußenkreuz“ beim Akazienwald.
- Das Kriegerdenkmal des Ortes wurde im Jahre 1921 errichtet.
- Burgstall Neuhaus, auf dem Felsen südöstlich des Dorfes

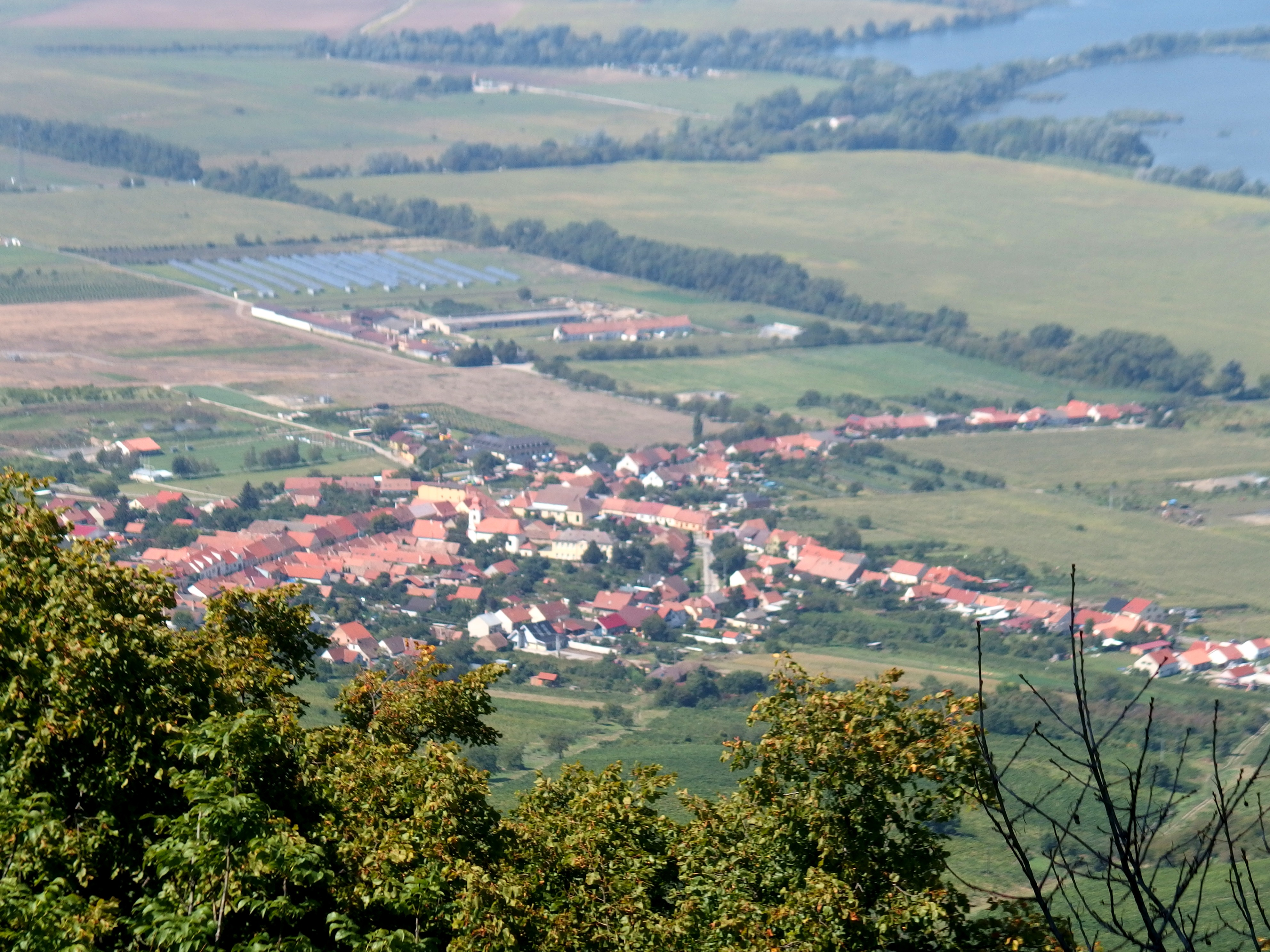
Blick vom Děvína
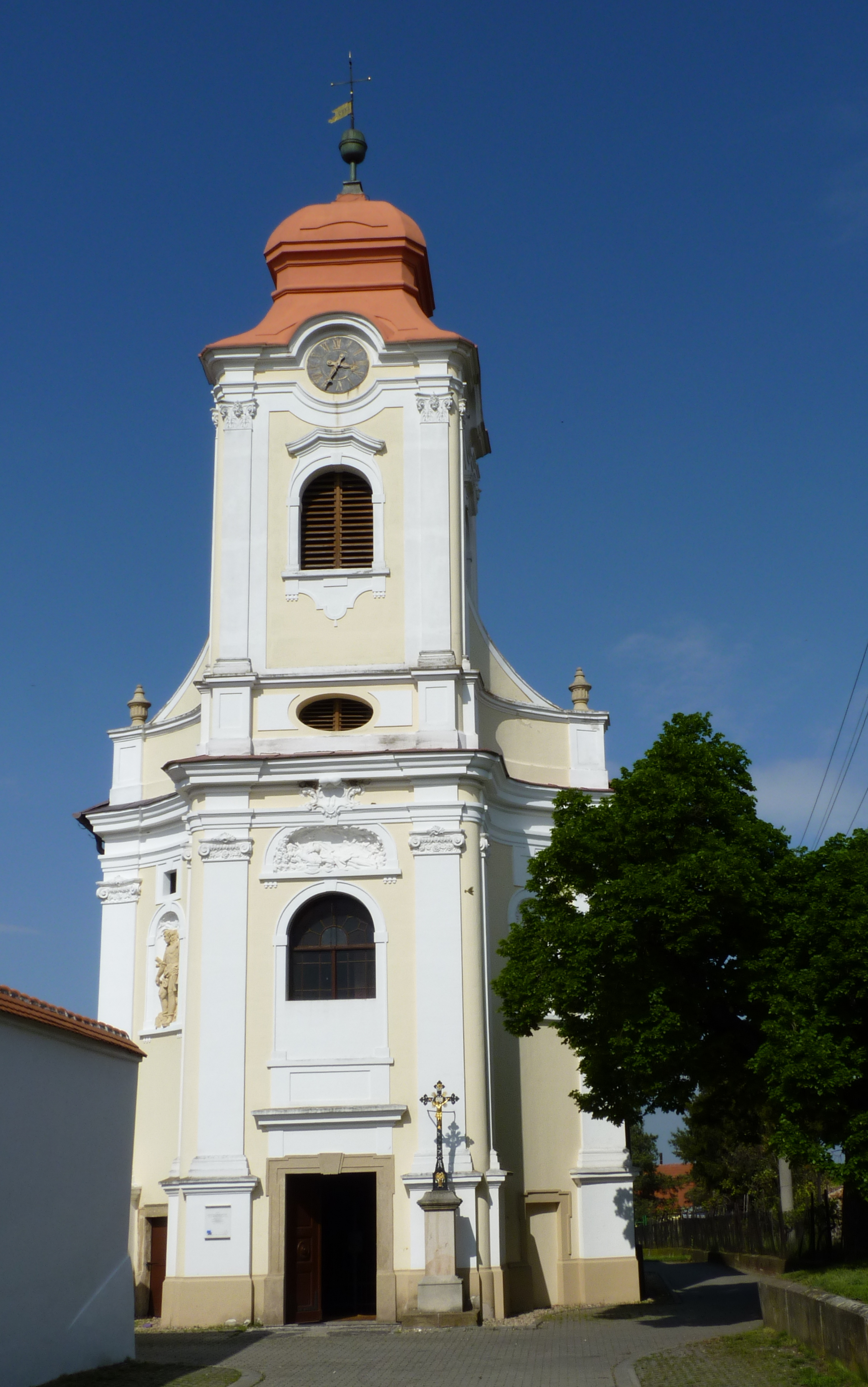
Kirche zur hl. Rosalia
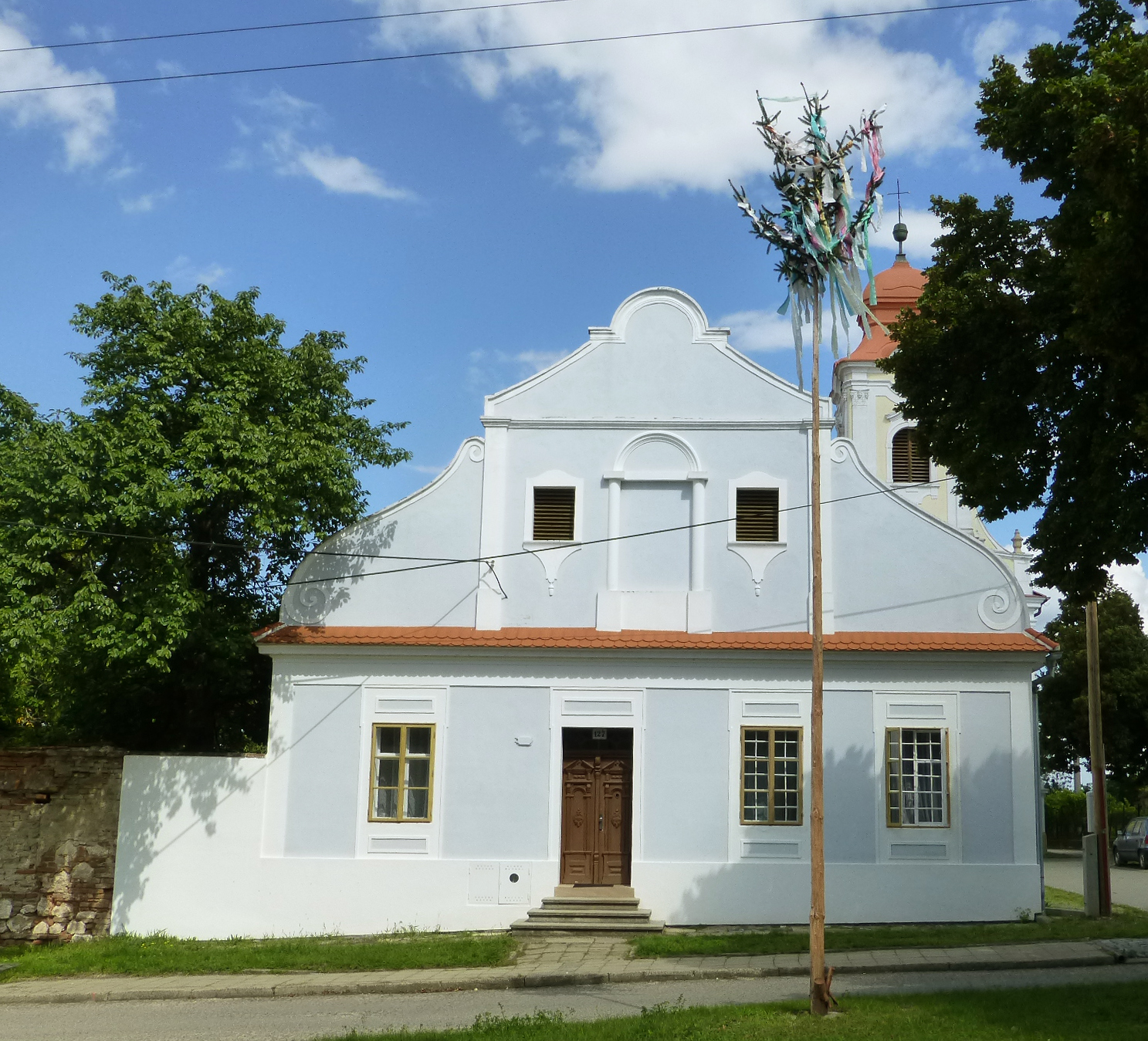
Pfarrhaus
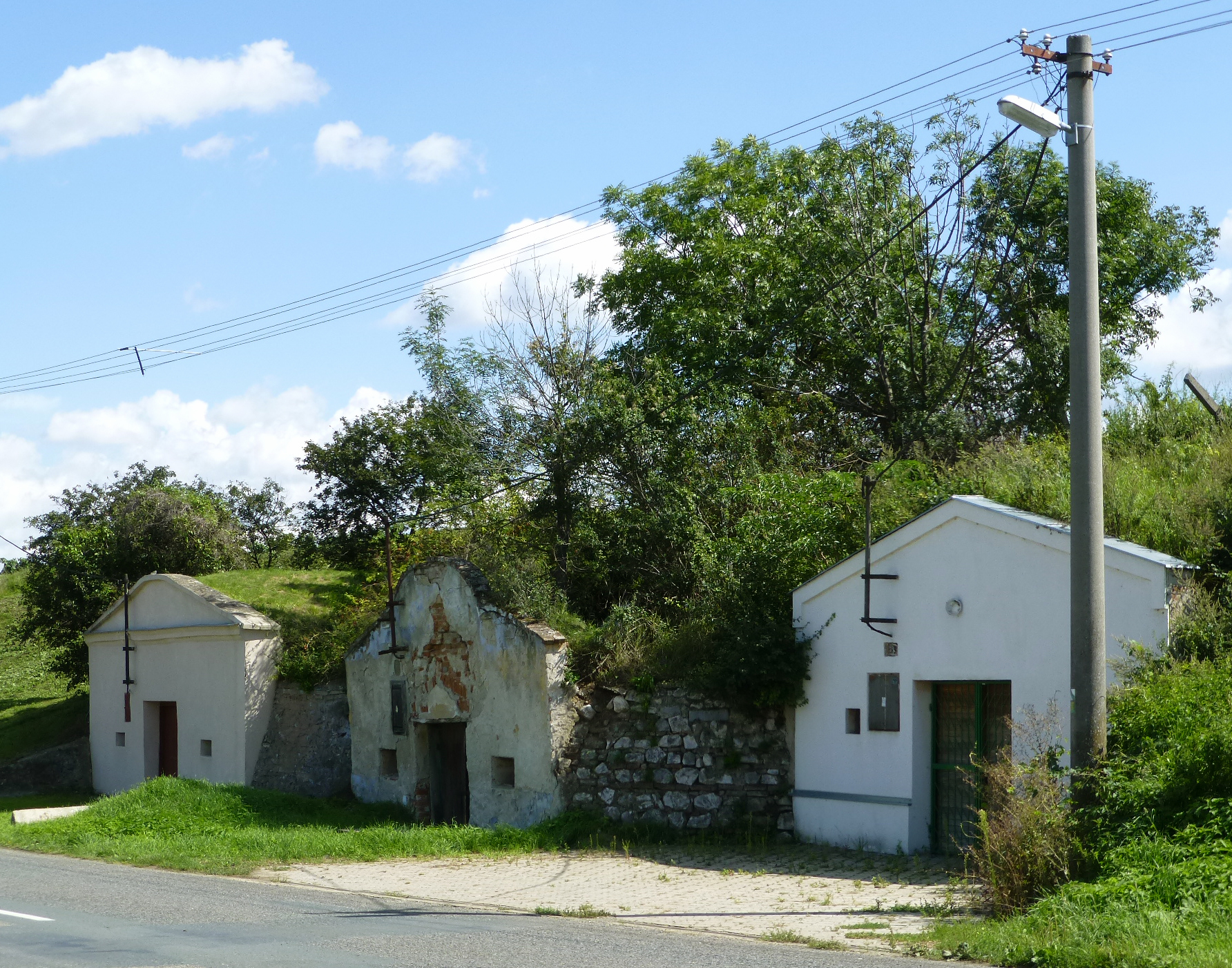
Weinkeller in Horní Věstonice
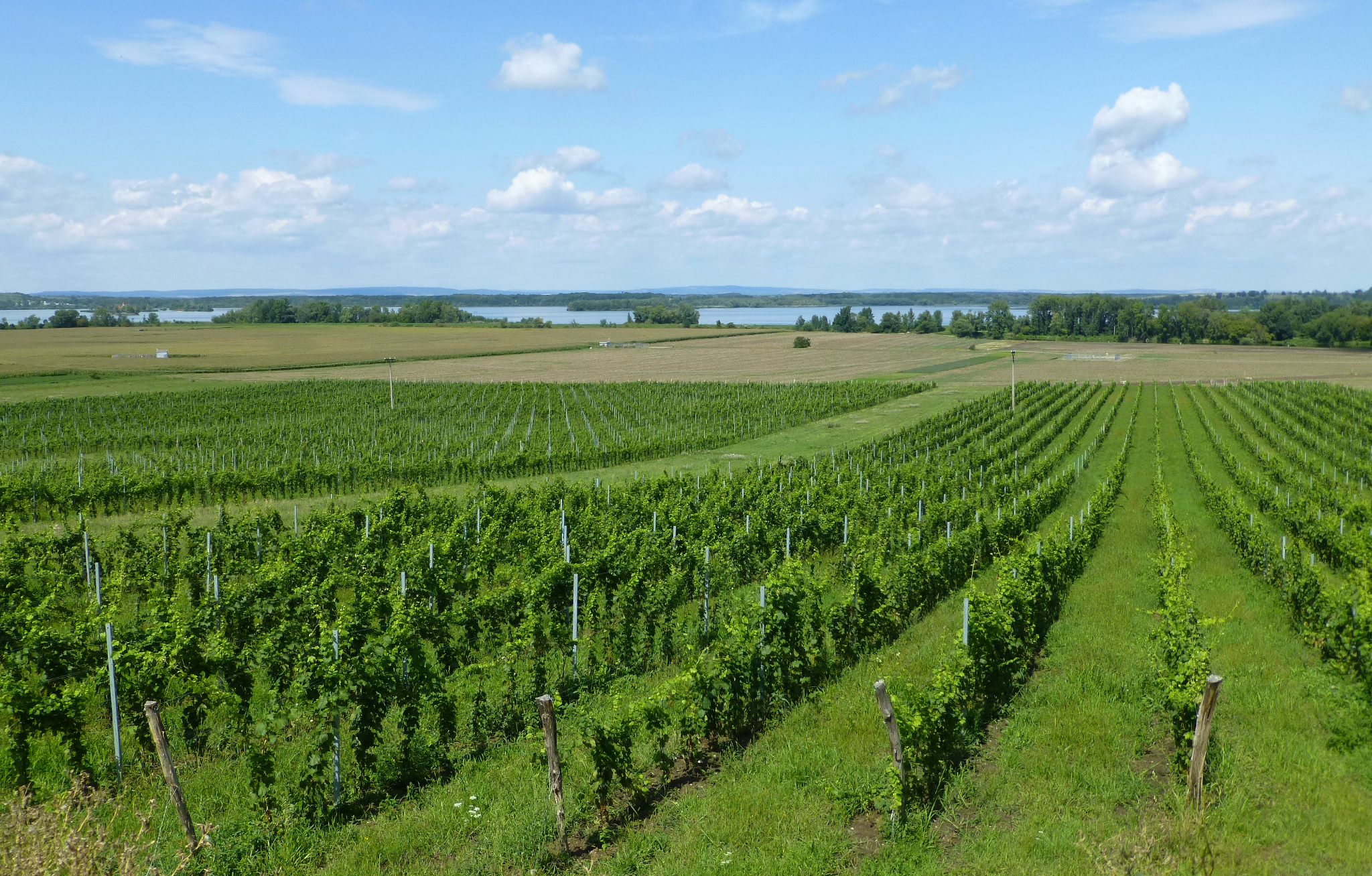
Weinberge von Horní Věstonice

## Söhne und Töchter der Gemeinde
- Franz Kopetzky (1842–1901), Pädagoge, Fachschriftsteller
- Heinz Fischer (* 4. März 1932), Heimatforscher

## Sagen aus dem Ort
Unter den deutschen Ortsbewohnern gab es eine Vielzahl von Mythen:
- Der Schwarze Hund[20]